# Cárie dentária
Uma cárie dentária é a desagregação de um dente causada por ácidos produzidos pelas bactérias presentes na boca. As cavidades podem apresentar diversas cores, desde amarelas a pretas. Os sintomas mais comuns são dor e dificuldade em mastigar. As complicações incluem inflamação dos tecidos à volta do dente, perda do dente e infeção ou formação de um abcesso dentário.
As cáries são causadas pelo ácido produzido pelas bactérias da boca, que dissolve os tecidos duros do dente (esmalte, dentina e cemento). As bactérias produzem o ácido a partir de restos de alimentos ou açúcar na superfície do dente. A principal fonte de energia destas bactéria são os açúcares simples, pelo que uma dieta rica nestes compostos é um fator de risco. Quando a desintegração mineral é superior à formação mineral a partir de fontes como a saliva, começa-se a formar uma cárie. Entre outros fatores de risco estão condições que diminuem a produção de saliva como a diabetes, síndrome de Sjögren e alguns medicamentos, como os anti-histamínicos e antidepressivos. As cáries estão também associadas à pobreza, falta de higiene oral e problemas nas gengivas que causem a exposição das raízes dentárias.
A prevenção de cáries dentárias inclui a limpeza regular dos dentes, uma dieta pobre em açúcar e pequenas quantidades de flúor. É recomendado escovar os dentes duas vezes por dia e limpar o espaço entre os dentes com fio dental. O flúor pode ser obtido ao beber água da torneira, no sal ou na pasta dentífrica.  O ideal é escovar os dentes utilizando pastas com 1500 ppm de flúor. O rastreio pode melhorar a detecção precoce. Dependendo da extensão da destruição, um dentista pode restaurar ou extrair o dente afetado pela cárie. No entanto, não se conhece qualquer método que permita regenerar grandes quantidades de dente. A dor pode ser aliviada com os medicamentos paracetamol ou ibuprofeno. A disponibilidade do tratamento é geralmente insuficiente nos países em vias de desenvolvimento. O tratamento das cáries de uma mãe diminui o risco de cáries nos filhos ao diminuir o número de determinadas bactérias.
Em todo o mundo, cerca de 2,3 mil milhões de pessoas (32% da população) apresenta pelo menos uma cárie dentária na dentição permanente. A Organização Mundial de Saúde estima que praticamente todos os adultos venham a ter uma cárie dentária em algum momento da vida. Nos dentes de leite, as cáries afetam 620 milhões de pessoas, ou 9% da população. Em anos recentes, as cáries têm-se tornado mais comuns, tanto em adultos como em crianças. A condição é mais comum em países desenvolvidos devido ao maior consumo de açúcares simples. Caries é o termo em latim para "podridão".

## Introdução

### Conceitos
- Etimologicamente, as palavras "cárie" e "cária" derivam do termo latino carie,[13] que significa "material podre".[14] Apresenta-se como uma moléstia crônica que acomete grande parte da humanidade, com certo predomínio em algumas áreas dependendo da alimentação, higienização e fatores genéticos.
- Processo patológico localizado de origem externa que se inicia depois do irrompimento dental. Determina um amolecimento de tecido duro do dente e evolui para a formação de uma cavidade.[15]
- Doença infecciosa oportunista, de caráter multifatorial, fortemente influenciada pelos carboidratos da dieta e pela ação dos componentes salivares.[16]
- Cárie dentária é um processo patológico de etiologia microbiana, que resulta na destruição localizada dos tecidos dentários.[17]

### Considerações gerais
É uma doença não transmissível e infecciosa de origem bacteriana. As bactérias que se encontram normalmente na boca transformam os restos de alguns alimentos em ácidos; tais ácidos (láctico, acético, butírico, propiônico etc.) formados por um processo de fermentação, atacam os tecidos mineralizados do dente.
Sua ação se dá através da degradação de açúcares e sua transformação em ácidos que corroem a porção mineralizada dos dentes. O flúor juntamente com o cálcio e um açúcar, chamado xilitol agem inibindo esse processo, contudo o flúor deve ser usado com moderação, devido a sua alta toxicidade. Além disso, quando não se escovam os dentes corretamente e neles acumulam-se restos de alimentos, as bactérias que vivem na boca aderem-se aos dentes, formando a placa bacteriana ou biofilme. Na placa, elas transformam o açúcar dos restos de alimentos em ácido, que por sua vez corrói o esmalte do dente formando uma cavidade, que é a cárie propriamente dita. Vale lembrar que a placa bacteriana se forma mesmo na ausência de ingestão de carboidratos fermentáveis, pois as bactérias possuem polissacarídeo intracelulares de reserva.
Do ponto de vista anatômico e microbiológico, existem vários tipos diferentes de cáries:
- cáries em depressão e fissura,
- cárie de superfície lisa,
- cárie da raiz e
- cáries na dentina profunda.

O processo de destruição do dente envolve dissolução da fase mineral, que consiste principalmente em cristais de hidroxiapatita, por ácidos orgânicos produzidos pela fermentação bacteriana.

## História

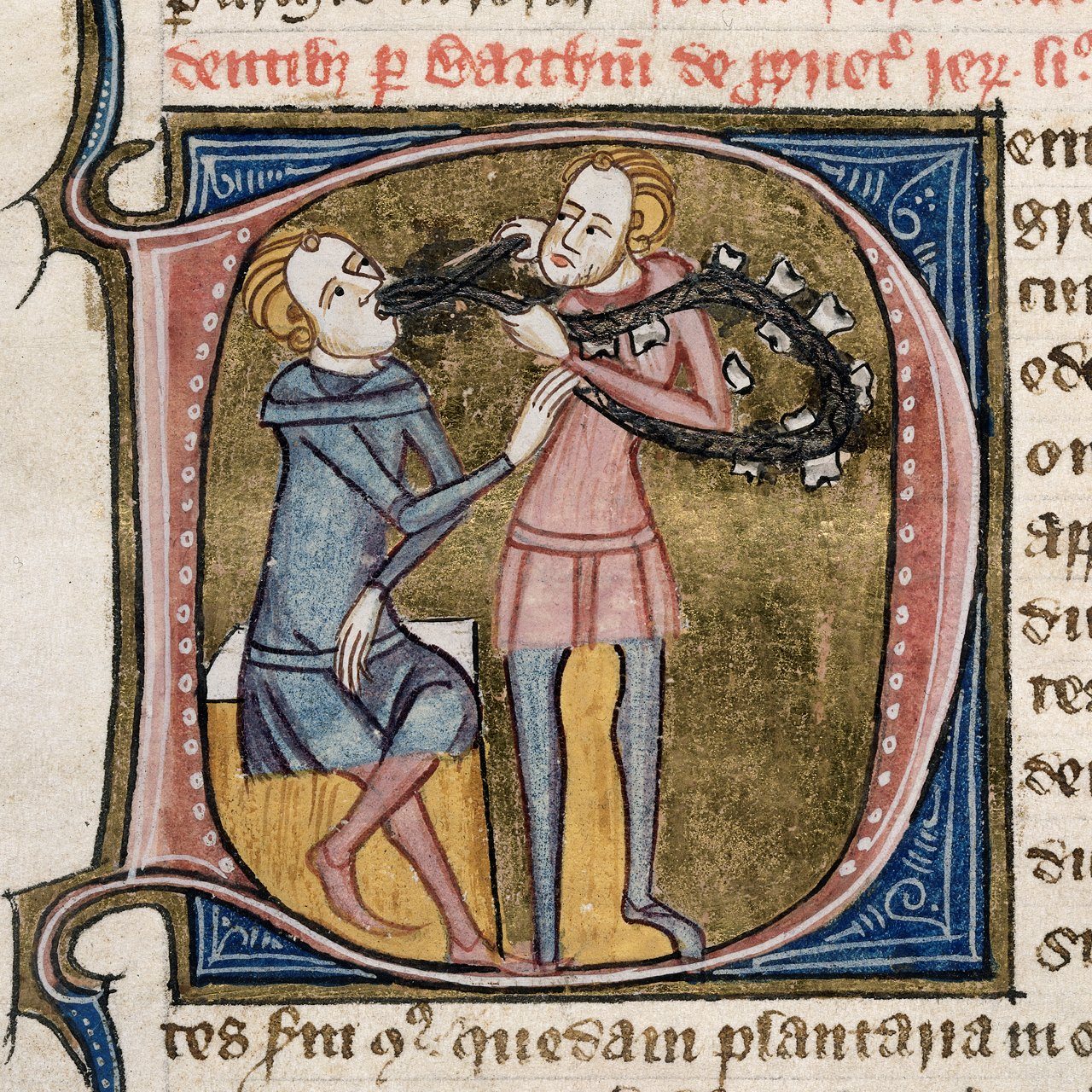
Nesta imagem medieval britânica (século XIV), um homem extrai um dente com um fórceps.

A cárie é uma doença com pelo menos 500 000 anos de idade, como evidenciam os registros esqueléticos. Foi detectada em todos os povos, em todas as raças e em todas as épocas.
Na América, a cárie incide em cerca de 95% da população, incluindo os Estados Unidos, país de elevado padrão higiênico. Assim, a cárie dental constitui, inegavelmente, sério problema social.
Ao longo do tempo, foram propostos diferentes conceitos sobre a etiologia da cárie dentária. No final do século XIX, Miller introduziu a teoria quimiositária, afirmando que diversos micro-organismos da cavidade bucal eram capazes de produzir ácido através da fermentação do açúcar, e que estes dissolviam os cristais de hidroxiapatita dos dentes. Paul Keyes, estabeleceu o clássico conceito de três círculos superpostos indicando que, no dente, os micro-organismos e o substrato devem estar presentes ao mesmo tempo para o desenvolvimento da cárie dentária.
O conceito de causalidade atualmente aceito, é bem mais complexo do que os sugeridos por KEYES e MILER e JUCI pois sabe-se que o acúmulo de micro-organismos capazes de converter carboidratos em ácidos nem sempre resulta em lesões de cárie. Por exemplo, o acúmulo frequente de placa observado ao longo da margem gengival na superfície lingual de molares inferiores, raramente leva ao desenvolvimento de lesões de cárie, pois essas áreas estão em contato constante com a saliva. Do ponto de vista fisiológico, os micro-organismos capazes de produzir ácidos a partir da fermentação de açúcares fermentáveis podem ser considerados fatores necessários mas não suficientes para o desenvolvimento da cárie dentária. Ao longo dos anos, pesquisas revelaram uma multiplicidade de fatores biológicos ou determinantes que podem influenciar ou não a cariogenicidade da placa. Dessa forma, a cárie dentária é caracterizada como uma doença multifatorial.
Thylstrup, Bruun (1992) e Fejerskov (1994), todavia, alertaram para o fato de a importância relativa dos vários determinantes ser diferente. De acordo com esses autores, o fator essencial que determina se a placa será ou não cariogênica, é o atrito mecânico e a descamação que ocorre na boca. Por outro lado, a velocidade de progressão da lesão é influenciada pela complexa interação entre os fatores individuais e externos. De acordo com esta interpretação, a cárie dentária deve ser considerada como um processo patológico localizado, que ocorre em "áreas de estagnação" dos dentes, onde é permitido o desenvolvimento da placa cariogênica. Definem-se áreas de estagnação como sendo locais que favoreçam o crescimento bacteriano.

### Cronologia
Dados importantes que contribuíram para o entendimento da cárie dentária:
| Ano  | Pesquisador        | Observações/Demostrações |
| 1673 | van Leeuwenhoek    | Observou "pequenos animais" na placa dentária, através do uso de microscópio. |
| 1897 | MAGITOT            | Observou que uma multiplicidade de micro-organismos poderia produzir ácido. |
| 1897 | WILLIAMS           | Demonstrou que alguns micro-organismos possuíam a habilidade de aderir a substâncias de tipo gelatinoso. |
|      | BLACK              | Chamou este acúmulo de "placa microbiana" e isolou estreptococos desta placa, quando açúcar estava presente no meio de crescimento. |
| 1920 | BUNTING            | Afirmou que o lactobacilo era a causa da cárie dentária. |
| 1924 | CLARKE             | Isolou um tipo específico de estreptococos das lesões de cárie, o qual denominou Streptococcus mutans. |
| 1938 | Dean               | Observou uma relação inversa entre fluorose e cárie dentária. |
| 1944 | STEPHAN            | Registrou graficamente as mudanças de pH na placa, após bochechos com solução de sacarose. |
| 1950 | STRÅLFORS          | Mapeou a produção de ácido dos diferentes micro-organismos presentes na cavidade bucal. |
| 1954 | GUSTAFSSON E COLS. | Estudo realizado no hospital mental de Vipeholm, em Lund, na Suécia, relatou aumento do incremento de cárie dentária em deficientes mentais quando os mesmos retinham açúcar na cavidade bucal por um período de tempo mais longo. Por outro lado, nenhum incremento foi observado quando a dieta não continha açúcar. |
| 1981 | FEJERSKOV e COLS.  | Discordavam do princípio de resistência à cárie proporcionada pela presença de flúor nos tecidos duros do dente, explicando que o efeito do flúor na cárie dentária estava relacionado com sua presença em pequenas concentrações no fluido da placa.                                                                  |

## Microbiologia da cárie
Várias teorias foram lançadas para explicar o processo da cárie. Em 1890, Miller utilizou os métodos de isolar, corar e identificar bactérias nos laboratórios de Kock e concluiu que a cárie dentária era um processo químico-parasitário. Observações científicas no começo do século XX indicaram a necessidade da presença de bactérias para o desenvolvimento da cárie. Estas observações evidenciaram que bactérias isoladas da saliva e da placa, na presença de carboidratos, desenvolveram lesões semelhantes à cárie; a lesão de cárie localiza-se, geralmente, sob acúmulo de bactérias; e placa dentária in vitro, na presença de carboidrato, produz ácido, o que causa baixa do pH da placa.
A relação entre bactérias e doenças orais é discutida há muito tempo. Em 1683, Antoni van Leeuwenhoek enviou uma carta à Sociedade Real de Londres, relatando que limpava seus dentes com pedaços de panos e palitos após as refeições, por isto conservava os dentes claros como pouco homens de sua idade e sua gengiva nunca sangrava. Observou, também, que, quando não limpava seus dentes, era possível identificar a presença de um material: com uma lente, concluiu que existiam "animaizinhos" vivos sobre seus dentes.

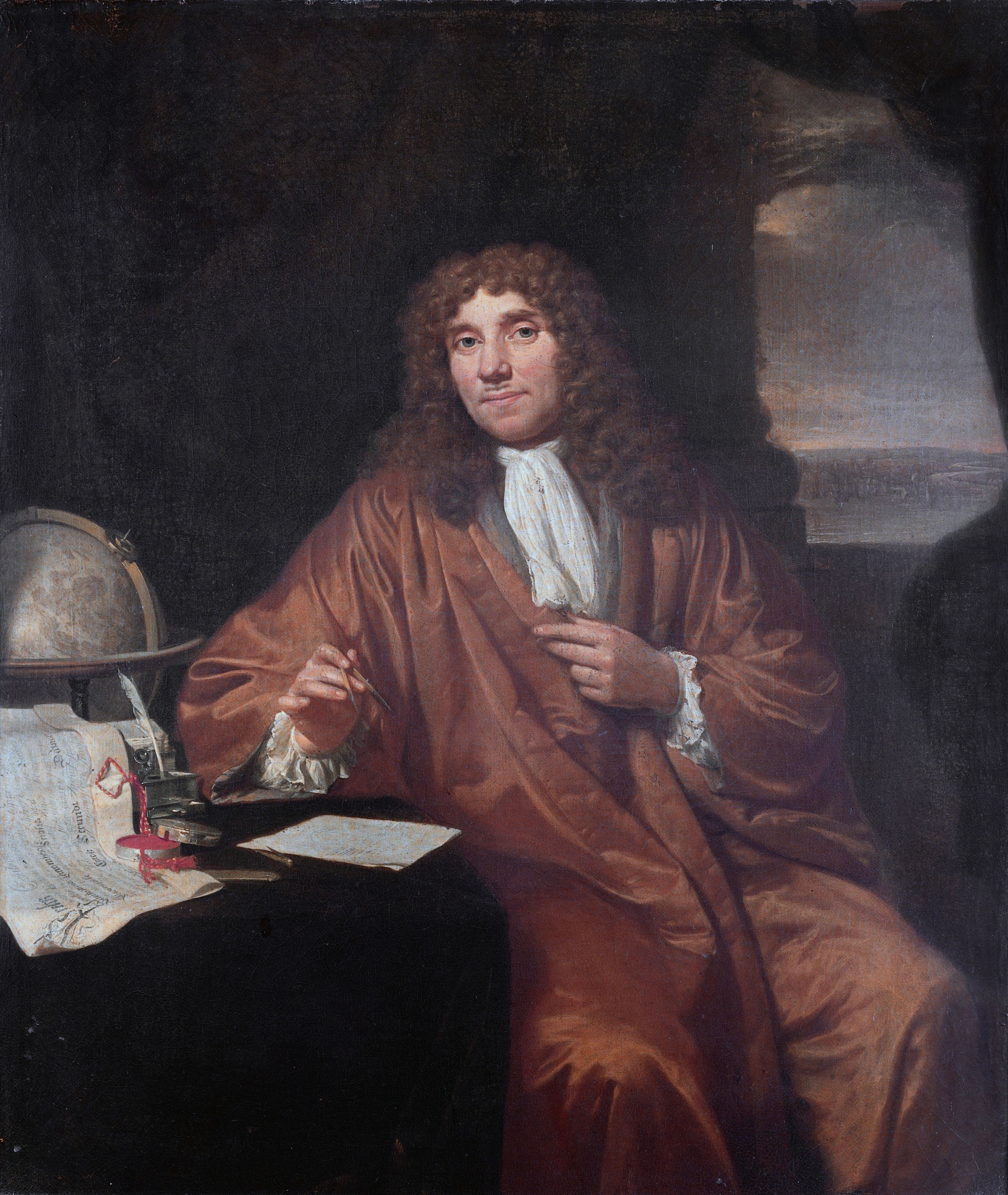
Antoni van Leeuwenhoek

Entretanto, só nos anos 1940 é que o papel dos micro-organismos na cárie foi demostrado. McCLure e Hewitt (1946) observaram inibição de cárie em ratos que receberam penicilina e que estavam sob uma dieta cariogênica. Um grande número de estudos in vitro e in vivo demostra que a cárie não ocorre sem a presença de micro-organismo. Estudos clássicos de Orland e colaboradores (1954) mostraram que ratos livres de germes consumindo uma dieta altamente cariogênica, rica em sacarose, não desenvolveram cárie. Na década de 1960, Keyes (1960) provou ser, a cárie, uma doença transmissível em animais. Estudando hamsters golden "Syriam" com uma dieta rica em sacarose concluiu que: hamsters golden e hamsters albinos, quando separados em gaiolas, mostraram atividade de cárie diferentes. Os hamsters albinos eram praticamente livres de cárie, enquanto os golden apresentavam várias lesões. A inoculação de fezes dos hamster golden nos hamsters albinos causou transmissão da doença. Em outro estudo, verificou-se que, quando golden e albinos receberam penicilina durante o período de amamentação, suprimindo a flora cariogênica, não houve desenvolvimento de cárie em nenhum dos grupos. Estes filhotes "não contaminados" desenvolviam cárie quando engaiolados com hamsters "contaminados" pelas fezes ou infectados pela placa destes animais.
Embora vários dados digam que a cárie só se desenvolve na presença de micro-organismos, ainda não existe uma definição sobre qual ou quais bactérias podem ser responsabilizadas como sendo os agentes etiológicos primários da cárie em esmalte, dentina ou raiz. Existem algumas evidências de que micro-organismos específicos estão relacionados com a cárie dental. O lactobacilo, há muito tempo, vem sendo associado com atividade de cárie. Foi uma das primeiras bactérias implicadas de cárie, é acidúrico e  acidogênico e, portanto, poderia multiplicar-se no baixo pH da placa.
Rosen et al. (1968), estudando ratos gnotobióticos, mostraram que algumas cepas de lactobacilos foram capazes de desenvolver lesões de cárie; mais recentemente, Fitzgerald et al. (1981) demostraram que, de 32 cepas de lactobacilos, 31 foram cariogênicos em ratos gnotobióticos, sendo que, em ambos os casos, estavam associados com cárie de fissura. Em hamsters que abrigavam uma microflora normal na qual os micro-organismos implantados tinham que competir com uma flora mista, apenas 3 cepas de 50 foram cariogênicas.
Ainda que vários estudos mostrem uma correlação entre a frequência de cárie e o número de lactobacilos, uma clara associação não foi encontrada em casos individuais. Autores sugerem que o estabelecimento dos lactobacilos coincide com o desenvolvimento de lesões cariosas, sendo eles, portanto, mais uma consequência do que uma causa da iniciação da cárie. Os lactobacilos são bastonetes gram-positivos não esporulados que, em geral, crescem melhor sob condições de microaerofilia. Várias espécies têm sido isoladas nos diferentes sítios da cavidade oral, tais como:
- Lactobacillus casei
- Lactobacillus salivarius
- Lactobacillus acidophilos
- Lactobacillus plantarum, que são homofermentativos e o
- Lactobacillus fermentum,
- Lactobacillus brevis,
- Lactobacillus buchneri e
- Lactobacillus cellobiosus que são heterofermentativos. O
- Lactobacillus casei é o que predomina na placa bacteriana e dentina cariada.[36]

Outras bactérias que, frequentemente, vêm sendo associadas à cárie, são os estreptococos do mutans, primeiramente descritos por Clark, em 1924, ao examinar tecido cariado proveniente de cavidades. Quando encontrou espécies de estreptococos com habilidade para fermentar carboidratos e criar um baixo pH, concluiu que esta bactéria era uma possível candidata a ser um organismo cariogênico. Entretanto sua descoberta teve um impacto limitado devido a descoberta de outros organismo mais acidogênicos como os lactobacilos nos tecidos cariados.
Atualmente, os mutans, por serem um grupo heterogêneo, são denominados estreptococos do grupo mutans, incluindo sete espécies: mutans, sobrinus, cricetus, rattus, ferus, macaccae, downei. No entanto, só o mutans e o sobrinus têm sido associados com a cárie em humanos. Os estreptococos do grupo mutans possuem um potencial patogênico particular devido a sua capacidade de colonizar o dente, e produzir uma placa aderente(formação de glucanos aderentes), e por serem acidúricos.

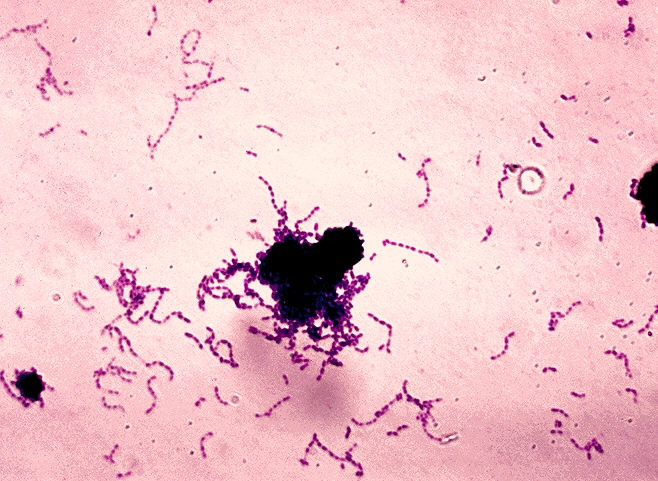
Streptococcus mutans.

### Patógenos da cárie dentária

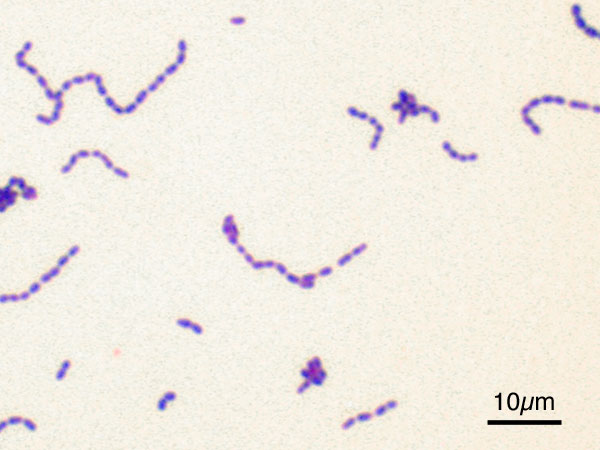
Streptococcus mutans em coloração gram.

A complexa microbiota da placa dental pode conter alguns patógenos da cárie, os quais aumentam em número e proporção quando sob pressões seletivas específicas. Os patógenos principais estão envolvidos no processo de desenvolvimento inicial de lesões. Há outras espécies, no entanto, que, embora não sejam capazes de iniciar a doença cárie, podem contribuir para a progressão de lesões estabelecidas. Estas últimas não são agentes causais da cárie, mas podem aumentar em proporção no biofilme em decorrência dos patógenos principais. As principais espécies envolvidas nestas duas etapas estão listadas abaixo:

#### Processo de início/estabelecimento de lesões de cárie
Estreptococos do grupo mutans, os quais incluem as espécies Streptococcus mutans, Streptococcus sobrinus, exclusivamente detectadas em humanos. A espécie S. mutans é drasticamente a mais prevalente e a mais estudada. A espécie S. sobrinus é a segunda espécie mais comum. Outras espécies identificadas em animais, como a espécie S. rattus, também foram detectadas em humanos, porém em menor frequência e restrita a algumas populações específicas.

#### Processo de progressão de lesões de cárie estabelecidas
Incluem Lactobacillus spp., e outros micro-organismos capazes de sobreviver e proliferar em meios ácidos, como, por exemplo, o fungo Candida albicans. Geralmente, estes micro-organismos são favorecidos pelas condições cariogênicas promovidas por estreptococos do grupo mutans. Entretanto, a atuação de espécies do gênero Actinomyces como agentes causais e/ou na progressão de lesões de cárie é, ainda, controverso.

### Natureza infecciosa
A natureza infecciosa transmissível da cárie dentária causada por Estreptococcus do grupo mutans foi demonstrada através de experimentos em ratos e hamsters, realizados pelos pesquisadores americanos Paul Keyes e Robert Fitzgerald a partir dos anos 1950. Através destes estudos, estes pesquisadores demonstraram que a cárie é, de fato, uma doença infecciosa, transmissível, causada por micro-organismos descritos pela primeira vez em 1924 por Clarke, na Inglaterra: os Streptococcus mutans.
Por causa das evidências de que S. mutans é o principal patógeno responsável pelo desenvolvimento da cárie dentária, esta é, atualmente, uma das espécies mais pesquisadas. Uma cepa de S. mutans isolada pelo grupo de pesquisador Page W. Caufield de uma criança americana com altos índices de cárie na Universidade do Alabama em 1982, foi selecionada para sequenciamento de seu genoma. A sequência do genoma da cepa S. mutans UA159 foi publicada no ano de 2002 na revista científica Proceedings of the National Academy of Sciences. Os dados do genoma estão disponíveis para toda a comunidade científica no banco de dados público GenBank, sendo que qualquer pessoa pode acessá-lo através do site criado pelo governo americano. Hoje, qualquer um pode consultar o código genético desta espécie patogênica. O genoma de S. mutans é organizado em um único cromossomo circular que consiste de aproximadamente 2,03 milhões de pares de base (Mb). Neste cromossomo, foram identificados um total de 1 960 genes que codificam proteínas e 80 que codificam RNAs ribossômicos e RNAs transportadores. Diversos estudos científicos têm sido realizados para analisar a participação de vários genes de S. mutans nas suas características de virulência.

### Fatores de virulência dos micro-organismos cariogênicos
Os fatores de virulência podem ser definidos como as características que tornam um micro-organismo patogênico. Assim, o estudo dos fatores de virulência de bactérias cariogênicas tem contribuído para a compreensão dos mecanismos moleculares da patogenia da cárie.

## Etiologia
A causa da cárie dental pode ser explicada por duas ordens de fatores:

### Locais
A cárie é um fenômeno essencialmente de superfície e, nele, intervêm, obrigatoriamente, os micro-organismos.
Na produção de cárie, exige-se o contato entre os micro-organismos envolvidos e o substrato glicídico na superfície do dente. Deste contato, resulta a produção da placa dental e na intimidade dela ocorre a fermentação do material glicídio e proteico, resultando em ácidos que iniciam a descalcificação do esmalte dentário.
O trinômio: dente-micro-organismos-glicídios é condição sine qua non para a produção da cárie dental. Rompida esta cadeia, a cárie não se produz. Neste particular, merece especial citação a experiência levada a termo por Kite, Shaw e Sognnaes, da qual concluíram que a dieta cariogênica em ratos deixa de sê-lo quando administrada, aos mesmos animais, por sonda gástrica. A ração só favorece a cárie se entrar em contato com a superfície dental.
Os fatores locais são, pois, mais importantes que os fatores gerais ou sistêmicos em relação à etiologia da cárie dental.
Na realidade, podemos dizer que os fatores locais procuram explicar a causa direta da cárie dental, e os fatores gerais ou sistêmicos explicam as condições coadjuvantes, que predispõem e facilitam a instalação da cárie.
As provas da prevalência dos fatores locais sobre os gerais se avolumam dia a dia. Três hipóteses químico-parasitárias-locais foram formuladas para explicar a etiologia da cárie:

#### Teoria acidogênica: Miller e Fosdick
A maioria, hoje tende a esposar a ideia original de Miller, 1890, defendida por Fosdick e seus associados, de que a flora acidogênica é a principal responsável pelo comprometimento do esmalte.
Os micro-organismos acidogênicos da placa dental decomporiam os açúcares, resultando em ácidos, notadamente o ácido lático, que inicia a dissolução do esmalte dentário. Em seguida, os micro-organismos proteolíticos se instalam na lesão inicial, atacando a matriz orgânica proteica do esmalte, resultando em novo contingente ácido, representado pelos aminoácidos, hidroxiácidos, cetoácidos, ácido cético, ácido sulfúrico etc., que prosseguem descalcificando e destruindo todo o esmalte, propiciando a invasão de toda a estrutura dentária pelos micro-organismos do meio bucal.
Assim sendo, a teoria acidogênica explica os eventos bioquímicos, conforme as seguintes etapas:
- Dissolução do esmalte

A hidroxiapatita, em meio ácido, fragmenta-se em unidades de ortofosfato de cálcio insolúvel e, posteriormente, em ortofosfato monoácido de cálcio solúvel.
1. Ca10(PO4)6 * (OH)2 → 3Ca3(PO4)2
2. 3Ca3(PO4)2 → 6CaHPO4

- Proteólise da matriz esmalte

A matriz proteica da matriz esmalte, pela ação das proteínas elaboradas pelos micro-organismos proteolíticos, produz aminoácidos diversos e estes, através de enzimas específicas, sofrem os processos bioquímicos de desaminação, descarboxilação, oxidação e redução, originando vários outros ácidos, que prosseguem com a destruição da estrutura dentária.
Podemos resumir esses eventos conforme a sequência de reações:
1. Proteínas da matriz (proteases)→ R - CH * NH2 - COOH
2. R-H * NH2-COOH → hidroxiácidos, cetoácidos, ácidos acético, ácido cítrico, ácido sulfúrico etc.

#### Teoria proteolítica: Bodecker e Gottieb
Esta teoria, iniciada por Bodecker, em 1927, e defendida por Gottieb e outros, admite ataque inicial pelas enzimas proteolíticas elaboradas pelos micro-organismos que penetram pelas lamelas e fendas do esmalte e, aí, formam colônias. Segue-se, então, a produção de ácidos que descalcificam o esmalte.
As reações bioquímicas são as mesmas descritas na teoria acidogênica, mas primeiro ocorrem as reações da Etapa II, que transformam as proteínas das lamelas e das fendas em ácidos. Em seguida, ocorrem as reações da Etapa I, que acabam por solubilizar o esmalte dentário, completando-se a invasão da estrutura dentária pelos micro-organismos do meio bucal.

#### Teoria da proteólise com quelação: Evan, Prophet e Schatz
De acordo com Evam e Prophet, proteólise e desmineralização ocorrem em pH ligeiramente ácido (6,0-6,9), o que serviu de base a Schatz e colaboradores para lançar a teoria da proteólise com quelação, segundo a qual, o cálcio das estruturas dentárias é retirado na forma de complexos orgânicos chamados quelatos de cálcio, que são solúveis em pH neutro ou ligeiramente ácido.

### Gerais ou sistêmicos
São fatores coadjuvantes que predispõem o organismo à instalação da cárie dental.

#### Fatores hereditários
A hereditariedade é muito importante, pois o patrimônio genético herdado dos pais determina o biótipo constitucional característico, aparecendo descendentes que são mais ou menos resistentes à cárie dental, como as observações clínicas demostram.

#### Nutricionais ou dietéticos
Estes fatores são especialmente importantes, principalmente durante a odontogênese, influindo decisivamente na maior ou menor resistência das estruturas dentárias à cárie.
Analisaremos os seguintes fatores:
- Proteínas

As proteínas são constituintes orgânicos fundamentais das matrizes do esmalte e da dentina. Primeiro, ocorre a formação da matriz proteica e, em seguida, há a precipitação dos sais de cálcio, organizando-se o esmalte e dentina.
- Minerais

1. Cálcio e fósforo: são particularmente importantes na formação dos cristais de hidroxiapatita - Ca10(PO4)6 * (OH)2 -, produzindo o esmalte e a dentina perfeitamente calcificados e endurecidos.
2. Flúor.

- Vitaminas

1. Vitamina A
2. Vitamina D
3. Vitamina C
4. Vitamina B6

#### Hormonais
Os hormônios tireoidianos, tiroxina e l-tironina, agem sinergicamente com a vitamina C na formação da matriz dentinária.
1. Hormônios tireoidianos: nos pacientes que apresentam hipotireoidismo, os dentes são mal formados, feios, mal calcificados e muito susceptíveis à cárie.
2. Hormônios paratireoidianos: o paratormônio, juntamente com a Vitamina D, preside a calcificação dos tecidos duros.
3. Hormônios hipofisários: é importante na formação do órgão do esmalte, que contem os ameloblastos, que são as células encarregadas de formação da matriz proteica e sua calcificação, originando o esmalte.
4. Insulina: a insulina regula o metabolismo da glicose, sem ela ocorre o aumento do nível de glicemia, o qual diminui a relação cálcio-fósforo do esmalte e da dentina, predispondo mais os dentes à cárie.

## Diagnóstico

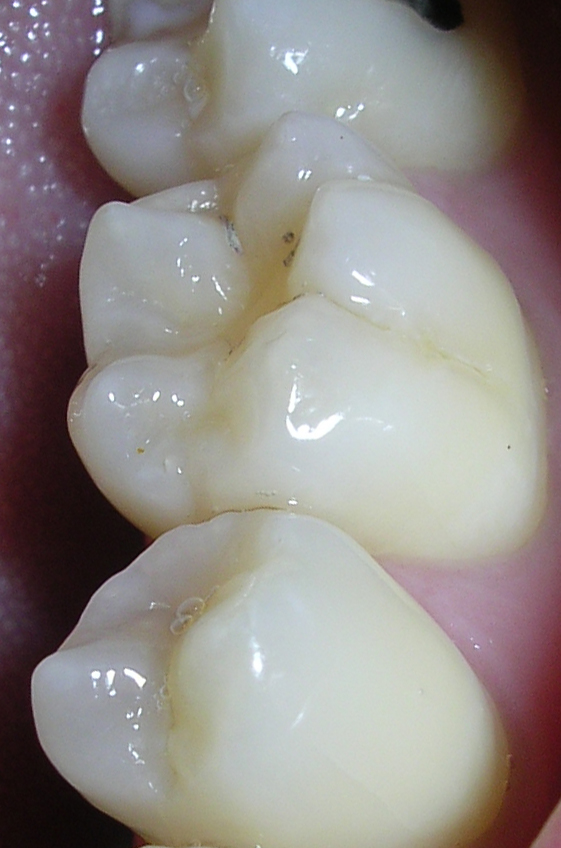
Possível localização de cáries.

O processo carioso e suas implicações têm sido motivo de grande preocupação para todos aqueles que exercem as suas atividades profissionais, de consultório, de ensino e pesquisas, no campo da odontologia.

### Classificação
Shafer, Hine e Levy consideram diversas maneiras para se classificar a cárie dentária, dependendo dos aspectos clínicos que caracterizam a lesão.

#### Evolução
Quanto à evolução do processo, as cáries dentárias podem ser:

##### Aguda
Segue um curso clínico de desenvolvimento rápido, e resulta em comprometimento precoce da polpa dentária. Ocorre mais frequentemente em crianças e adultos jovens, presumivelmente, porque os canalículos dentinários possuem maior diâmetro, sem apresentar esclerose, tornando a dentina altamente permeável aos ácidos. Em razão da rápida evolução do processo carioso, não há formação de dentina de reação por parte da polpa dental.
A cárie rampante é um exemplo típico de cárie dentária aguda.

##### Crônica

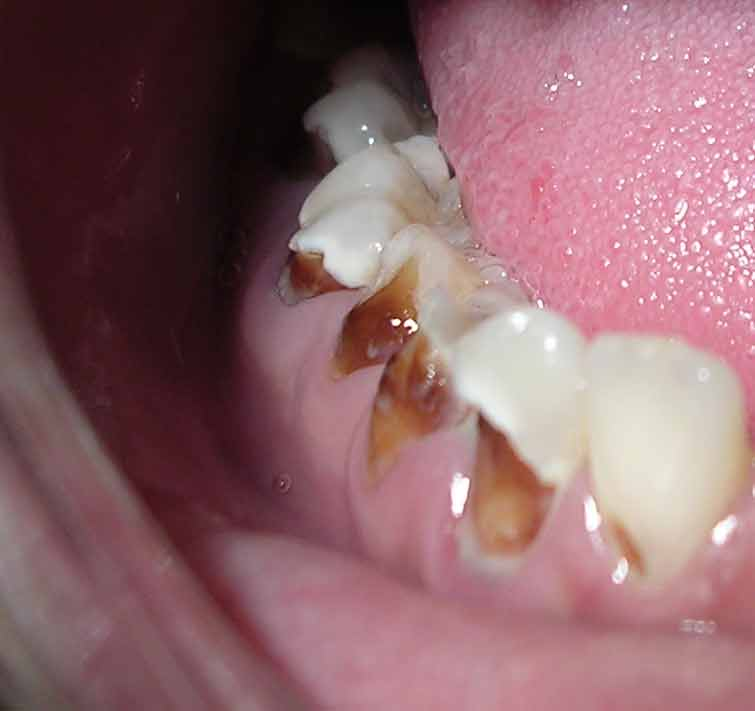
Evolução da lesão cariosa.

É de evolução lenta, permitindo a esclerose dos canalículos dentinários, com consequente menor permeabilidade dentinária e formação de dentina de reação. Possui, frequentemente, coloração castanho-escuro. A dor não é característica comum da cárie crônica, ao contrário da cárie aguda.
Massler  afirma que estes dois tipos de lesões cariosas dentinárias (crônica e aguda) podem ser facilmente identificados clinicamente e microscopicamente, e condicionam tratamentos distintos.
A imagem ao lado mostra os dentes de um homem que estão totalmente contaminados.

#### Localização
E, quanto à sua localização no dente, podem ser cáries de:

##### Cicatrícula e fissura
Estão localizadas nas superfícies oclusais de molares e pré-molares; nos terços oclusais das superfícies palatina dos incisivos e caninos superiores, abaixo do cíngulo, e na superfície palatina dos molares superiores.
Os processos cariosos de superfícies lisas estão localizados no terço cervical das superfícies vestibulares e lingual de todos os dentes, sendo denominados de lesões de superfícies lisas e livres, nas superfícies proximais de incisivos e caninos.

#### Outra
Além da classificação citada, Shafer Hine e Levy, Thoma e Robinson distinguem ainda dois tipos de processos cariosos:

##### Primária
Que têm seu início nas cicatrículas, fissuras e superfícies lisas do dente.

##### Secundária
As cáries secundárias (recidivantes ou recorrentes), detectadas ao redor das margens das restaurações. Estas últimas têm como causas principais: má adaptação, contração dos materiais restauradores, restaurações com margens rugosas ou com excessos, fraturas das bordas da restauração e do esmalte das margens cavitárias.

### Importância do diagnóstico precoce

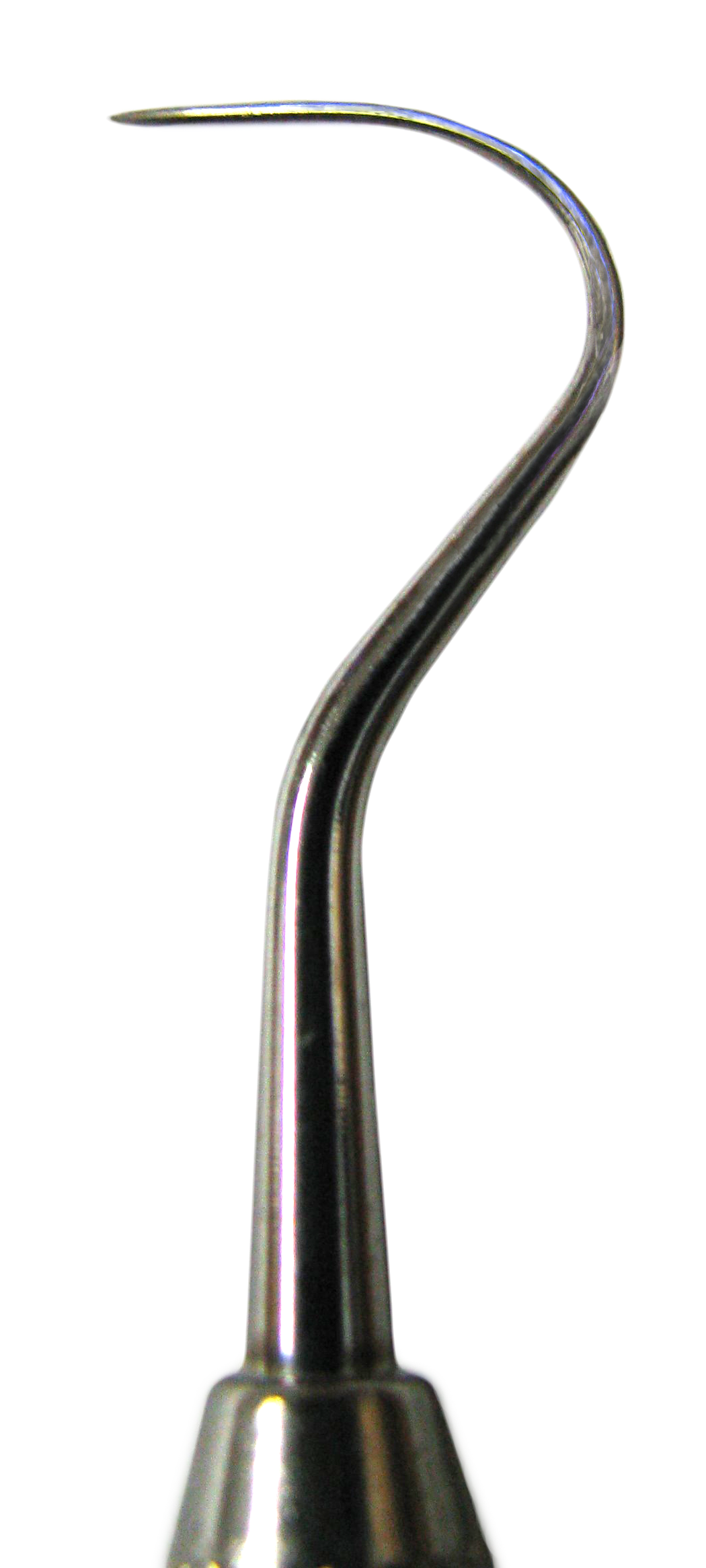
Explorador dental usado no diagnóstico da cárie.

Deve-se ressaltar a importância do diagnóstico e tratamento  precoces da cárie dentária, pois sabemos que, quanto mais desenvolvido o processo patológico, maiores serão as implicações para o lado do complexo dentinopulpar, com diminuição da resistência do remanescente dentário, exigindo para seu tratamento mais extensos preparos dentários para restaurações, tornando mais onerosos e complexos os procedimentos restauradores. Acrescentam-se, ainda, consequências nocivas para o lado do periodonto, oclusão, articulação temporomandibular (ATM), além das implicações para o organismo em geral.
As lesões cariosas incipientes do esmalte dental nas superfícies lisas, geralmente denominadas lesões brancas, quando diagnosticadas precocemente, permitem o tratamento por meio do processo de remineralização. Esses processos cariosos incipientes podem ser detidos ou até regredirem, desde que sejam empregados métodos preventivos adequados, não havendo necessidades de preparos cavitários e procedimentos restauradores.
Os processos carioso que se desenvolvem em cicatrículas e fissuras podem ser evitados, desde que essas falhas de estrutura do esmalte sejam detectadas logo após a erupção do dente, e tratadas com métodos preventivos, tal como a aplicação de selantes.

### Sinal
O primeiro sinal da cárie são manchas esbranquiçadas ou amarronzadas, e se não tratada, a cárie pode avançar em direção à dentina, mais profunda e sensível à dor; posteriormente, avança até à região da polpa dentária, causando a inflamação do mesmo (pulpite) e intensa dor; caso não seja efetuado o tratamento adequado poderão surgir abcessos dentários ou  condições mais graves como angina de Ludwig ou a trombose do seio cavernoso, que podem levar ao óbito se não tratado.

### Sintoma
Dor na bochecha e em dentes, inflamando uma boa parte da boca.
Dor na ingestão ou um simples contato com frio. Exemplos: sorvete, água gelada ou também em teste elaborado em consultório para verificação de cárie.
Observação: caso haja dor com a ingestão de alimentos quentes, significa que a cárie já atingiu o nervo do dente, também chamado de polpa dentária, sendo provável a necessidade de tratamento de canal.

### Métodos
A cárie dental é uma doença que deve ser vista como um processo em desenvolvimento com fatores de agressão e defesa interagindo de maneira permanente. Encará-la como um evento, em um estágio específico como a detecção de uma cavidade requerendo restauração representa uma forte limitação do campo diagnóstico.
Vários métodos estão disponíveis para o diagnóstico de cárie. Os dois principais - clínico e radiográfico, são analisados de forma individualizada, enquanto os demais (transiluminação óptica, separação temporária dos dentes, medição da resistência elétrica e outros), são enfocados em seguida na condição de alternativas.

#### Diagnóstico clínico
O diagnóstico clínico tem sido feito em exames epidemiológicos, tradicionalmente, com base no exame visual, sob condições de luz natural e sem exigência de ambientes clínico (é comum realizar o exame em pátio de escolas), mediante uso de espelho plano e sonda exploradora com duas extremidades, uma curva e outra angulada. Face às novas características de desenvolvimento do processo cárie, conforme visto acima, tem sido sugerido que não mais deva utilizar sondas exploradoras porque elas podem produzir rompimentos traumáticos na superfície do esmalte correspondente às lesões existentes sob a superfície, desta forma tornando as fissuras mais suscetíveis à progressão da cárie.

#### Diagnóstico radiológico
Sem dúvida, o uso de raios X melhora a capacidade profissional de diagnosticar de modo correto cáries dentais, mas a realização de radiografias bite-wing ou periapicais em massa acompanhando os exames clínicos e epidemiológicos é muito contestável. A atitude correta é de reduzir ao mínimo necessário o emprego de radiações ionizantes a fim de minimizar os riscos, além de aplicar as menores doses possíveis quando for inevitável a exposição do paciente.

##### Métodos alternativos

###### Transiluminação com fibra ótica
A transiluminação, há muito anos, é usada para diagnosticar processos cariosos nas faces proximais de incisivos e caninos.
A transiluminação com fibra ótica, no entanto amplia o uso desse método do exame, uma vez que permite que uma fonte de luz com alta intensidade seja usada em qualquer parte da cavidade bucal, com facilidade e flexibilidade.

###### Medição da resistência elétrica
Outro método alternativo é a medição da resistência elétrica do dente (Eletric Resistance Measure - ERM), explorando a propriedade do tecido cariado de apresentar uma condutividade elétrica maior que o tecido são.

###### Separação temporária de dentes posteriores
Para possibilitar o exame direto de superfícies ocultas, ressurgiu nos últimos anos como uma prática não imediata (antes era costumeiro a separação rápida, em consultórios, causando grande desconforto ao paciente) baseada no emprego de elastômero ou bandas ortodônticas. Sem aplicação prática para estudos epidemiológicos, pode ser viável na clínica e em estudos acadêmicos voltados para o exame de crianças.

###### Lentes de aumento
Lentes de aumento ou lupas binoculares representam um meio auxiliar importante, com bom potencial de adoção em levantamentos epidemiológicos. Estudos atuais indicam que a capacidade de diagnóstico de lesões sem cavidade de esmalte ou escondidas sob selantes é bastante aumentada quando o exame visual recebe a ajuda dessas lentes.

###### Corantes detectores de cárie
Corantes detectores de cárie cada vez mais se tornam uma realidade, podendo ser empregados para auxiliar na visualização de lesões iniciais de esmalte e para delimitar a existências e extensão de lesões dentinárias.
É necessário referir expressamente o uso de qualquer método diverso do clínico, de modo a tornar comparáveis os resultados alcançados em cada estudo.

## Dinâmica do desenvolvimento
Muito se pesquisou sobre a possibilidade de se conseguir um dente perfeito, que em função da composição química do esmalte fosse indiferente aos desafios do meio ambiente e, portanto, resistente à cárie.
Na realidade, o dente apresenta em relação ao meio ambiente bucal não um comportamento estático, mas sim altamente dinâmico. Assim, até que seja mantido na cavidade bucal um pH maior que 5,5 a composição da saliva em cálcio (Ca) e fosfato (P) supera (supersaturante) o produto de solubilidade de hidroxiapatita (HA). Logo, a tendência físico-química é o dente ganhar Ca e P do meio bucal. Deste modo, o pH 5,5 é chamado de crítico, pois até este limite o produto iônico das concentrações de Ca e P na saliva da maioria dos indivíduos é maior do que a dos íons em equilíbrio de uma suspensão de HA (10−117). Esta mesma condição ocorre na presença de placa dental, embora seja totalmente indesejável.
Quando atinge-se na cavidade bucal um pH menor que 5,5 a composição da saliva em Ca x P torna-se inferior (subsaturante) em relação ao produto de solubilidade da HA, e, deste modo, a tendência físico-química é o esmalte perder Ca e P para p meio bucal tentando atingir o novo estado de equilíbrio em função do pH atingido. Isto ocorre na placa dental toda vez que ingere-se açúcar e atingindo o pH inferior a 5,5 ocorrerá como consequência dissolução do esmalte, fenômeno este chamado de desmineralização.
Dinamicamente, em função de uma série de fatores e depois de decorrido um certo tempo, o pH retornará ao normal. Desta maneira, são restabelecidas novamente na cavidade condições físico-químicas supersaturantes, assim a tendência é o esmalte ganhar Ca e P do meio bucal tentando repor o perdido pelo processo de desmineralização. Este fenômeno se efetivo levará ao que chamamos de remineralização do esmalte.
Assim, a cárie dental será consequência do desequilíbrio entre os fatores de desmineralização e remineralização sendo função direta das concentrações que mantenham um pH crítico (< 5,5) na cavidade bucal. Logo o potencial de desenvolvimento da cárie dental tem que ser discutido em termos de risco, em relação a:
1. Fatores do hospedeiro que possibilita maior formação e retenção de placa. Exemplo, pacientes com aparelho ortodônticos.
2. Fatores salivares em termos de capacidade tampão e fluxo salivar, tanto em deficiência, como sua inacessibilidade a todas superfícies dentais.
3. Fatores microbiológicos em termos de capacidade de induzir a pH mais crítico.
4. Dieta do paciente em termos de frequência e/ou retenção do açúcar na cavidade bucal.

A avaliação destes fatores procurando diminuir seu papel negativo no processo de desmineralização e aumentar a ação positiva no processo de remineralização será fundamental para que o uso de flúor seja o mais racional possível.

## Prevenção

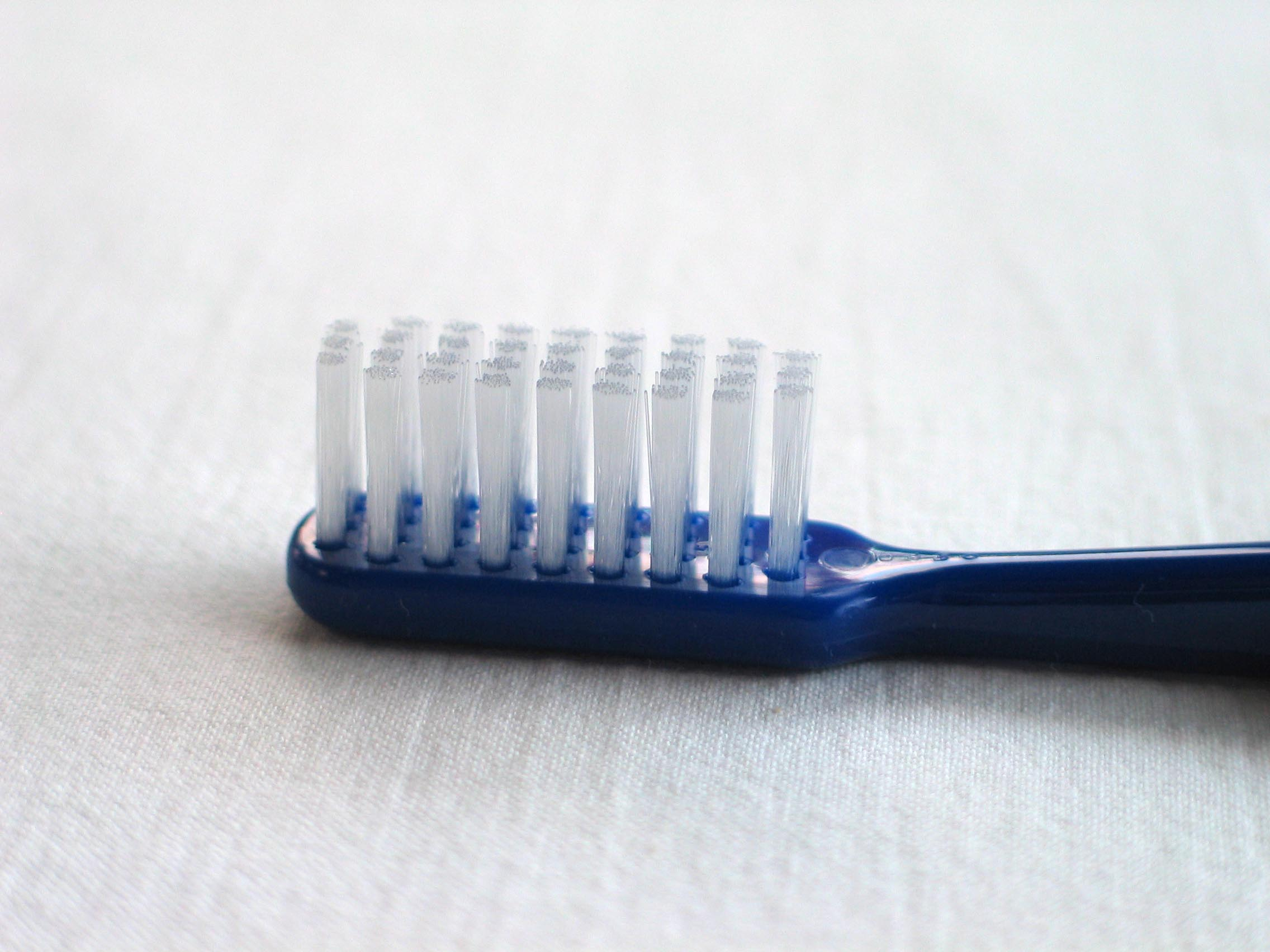
Escova de dentes

- Escovar corretamente os dentes, massageando as gengivas, usando pastas dentais com flúor após as refeições (se tiver alergia ao flúor (rash), procure um creme dental com outro tipo do composto, como o MFP ou o Fluoreto de Cálcio, ou ainda diminua a quantidade de creme.

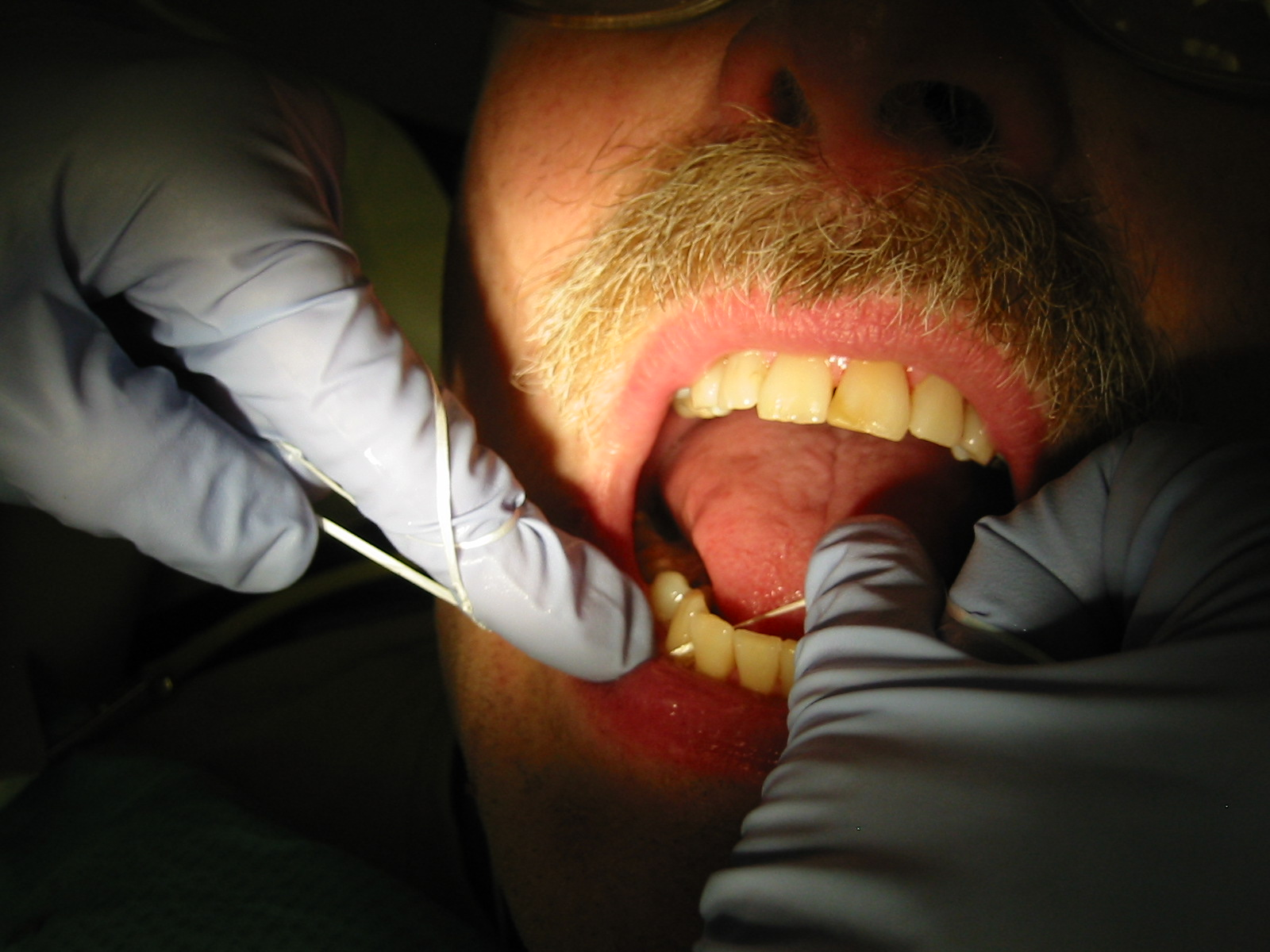
Utilização de um fio dental

- Use o fio dental após as refeições e principalmente antes de dormir. O fio dental remove os restos de comida e a placa bacteriana nos locais onde a escova não chega.

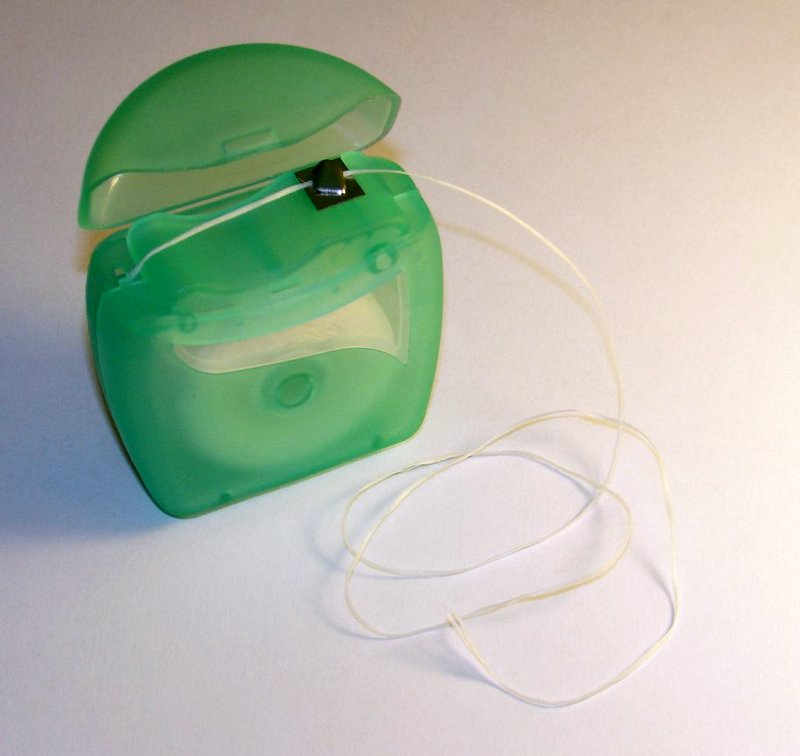
Fio dental

- Evitar o consumo frequente de bebidas ou alimentos açucarados, principalmente aqueles que agridem os dentes, como os refrigerantes; se o consumo excessivo de açúcar não pode ser evitado, procurar fazê-lo logo após as refeições, escovando os dentes logo de imediato.
- Não escove os dentes logo após o consumo de refrigerantes: como os mesmos "retiram" o esmalte, a escovação pode acabar desgastando-o. Espere 20 minutos.
- Deve-se procurar o dentista ou o higienista oral pelo menos uma vez a cada 3 meses; este poderá detectar inícios de cáries e dar orientações quanto às técnicas de escovagem, uso de flúor, etc.

### Selante
Diversos autores tem estudado o uso de selantes de fóssulas e fissuras em programas preventivos públicos e privados, não só como método preventivo, mas também como método terapêutico, realizando o selamento de cáries detectadas clínica e radiologicamente, observando uma diminuição do número de bactérias no dente selado, constatando que o selamento da superfície oclusal retarda ou diminui a progressão da cárie.
Para melhor eficiência dos selantes como medida preventiva, além da aplicação do mesmo na época adequada, é importante o conhecimento de alguns aspectos clínicos, como diagnóstico correto e preciso da lesão; determinação do risco da cárie; domínio da técnica de aplicação, educação para higiene e controle através de revisões periódicas.

## Tratamento

### Quando restaurar e quando deter a doença cárie
Uma avaliação do modelo tradicional de atendimento odontológico mostra que o tratamento restaurador apresenta muitos problemas e que, com o tempo, tende a gerar ainda mais necessidades restauradoras. Contudo, a Odontologia está mudando rapidamente. A compreensão científica e a postura dos pacientes estão fazendo com que os dentistas adotem uma abordagem crescentemente menos invasiva no controle de cárie dentária e nos procedimentos restauradores. Preferivelmente, devemos lidar com a cárie dentária como realmente uma doença. Isto requer um comprometimento maior para o controle bacteriológico e o aumento da resistência dos dentes.
É necessária uma interação considerável entre as medidas de promoção de saúde e o tratamento restaurador, conforme a Odontologia avança, deixando de ser um serviço baseado essencialmente na restauração e passando a ter como seu objetivo primário a saúde dos pacientes e não o tratamento restaurador. Devemos cuidar dos nossos dentes com uma escovação adequada após cada refeição. Além da escovação, é importante fazer diariamente, o uso do fio dental.

## Dieta

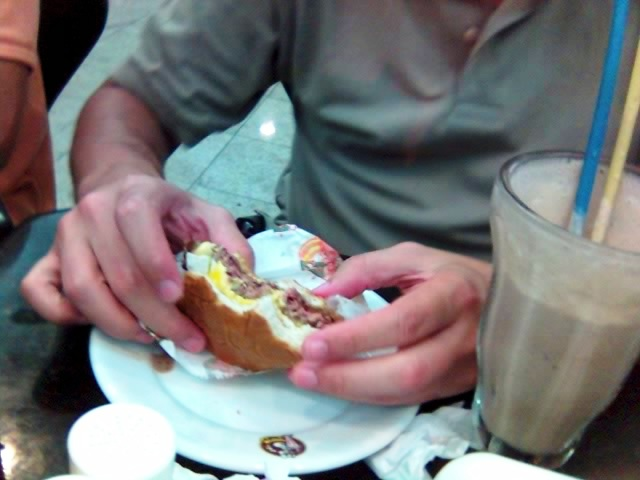
Alimentação

Um grande número de estudos mostra que a dieta exerce um papel central no desenvolvimento da doença cárie. Observações em humanos, animais e laboratoriais mostraram claramente relação causal entre o consumo de carboidratos fermentáveis e o desenvolvimento de lesões cariosas.
Os fatores fundamentais que conduzem ao início e progressão das lesões cariosas foram, primeiramente elucidados por Miller (1890), quando reconheceu que a metabolização dos carboidratos por bactérias orais, com geração de produtos finais ácidos, se constituía no evento central do processo de desmineralização do dente.
Durante o século passado, o aumento da população ao explosivo incremento de lesões cariosas, doenças cardiovasculares, obesidade e diabetes. Essas doenças podem estar relacionadas à mudança no estilo de vida e nos hábitos tradicionais. Os alimentos tradicionais foram substituídos por produtos processados e os nutrientes fornecedores de energia obtidos a partir de ingestões de carboidratos complexos foram substituídos por um maior consumo de proteínas, ácidos graxos saturados e carboidratos refinados.

Alimentos calóricos são ricos em sacarose.

Nas últimas décadas, tem-se observado um significante declínio da cárie em países industrializados. Não está claro em que grau a diminuição do grau de prevalência de cárie neste países e o aumento de prevalência desta doença em outros refletem mudanças nos hábitos alimentares. O consumo de açúcar tem permanecido constante em vários países altamente industrializados durante as últimas décadas, sendo a diminuição da doença neste países é atribuída ao uso de fluoretos nas suas várias formas, mais frequentemente em dentifrícios.

Houve um grande aumento na ingestão de milho, alimento que é rico em frutose.

Não obstante, há indicações de mudanças nos hábitos alimentares que poderiam ter alguma influência na prevalência de cárie. Desde a década de 1970, houve grande declínio nos Estados Unidos na proporção de alimentos calóricos constituídos por sacarose e aumento proporcional na quantidade de adoçantes de milho ricos em frutose. O consumo de adoçantes é uma realidade em muitos países. Tem aumentado o uso de alimentos substitutos do açúcar, em especial de refrigerantes e gomas de mascar. Inversamente, sugere-se que o aumento da prevalência de cáries em algumas sociedades está ligado a mudanças mundiais na produção e consumo da sacarose.
Apesar da diminuição da prevalência de cárie nos países industrializados, ela continua sendo um problema de saúde pública na medida em que 95% da população apresenta esta doença, que é de alta prevalência também em países não industrializados. Ela ainda é a maior responsável pela perda de peças dentárias em todas as idades, mais do que qualquer outra doença.

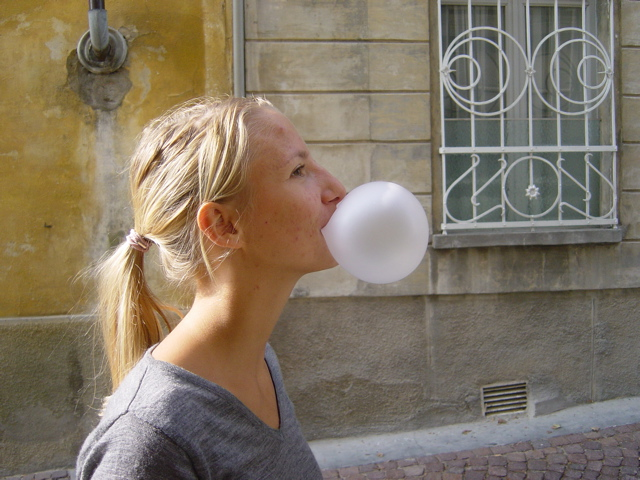
Mulher fazendo bola de chiclete
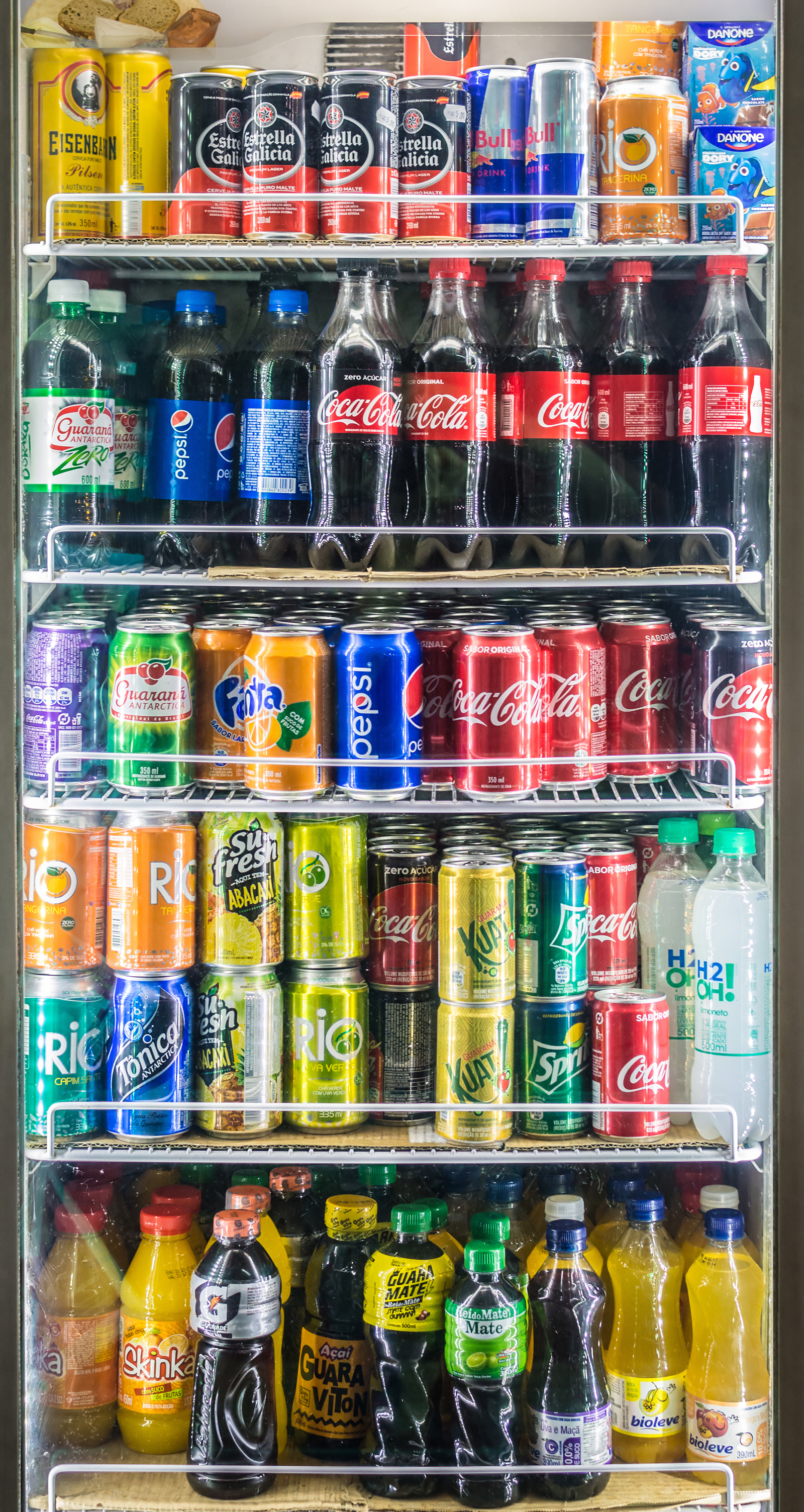
Várias garrafas de refrigerante
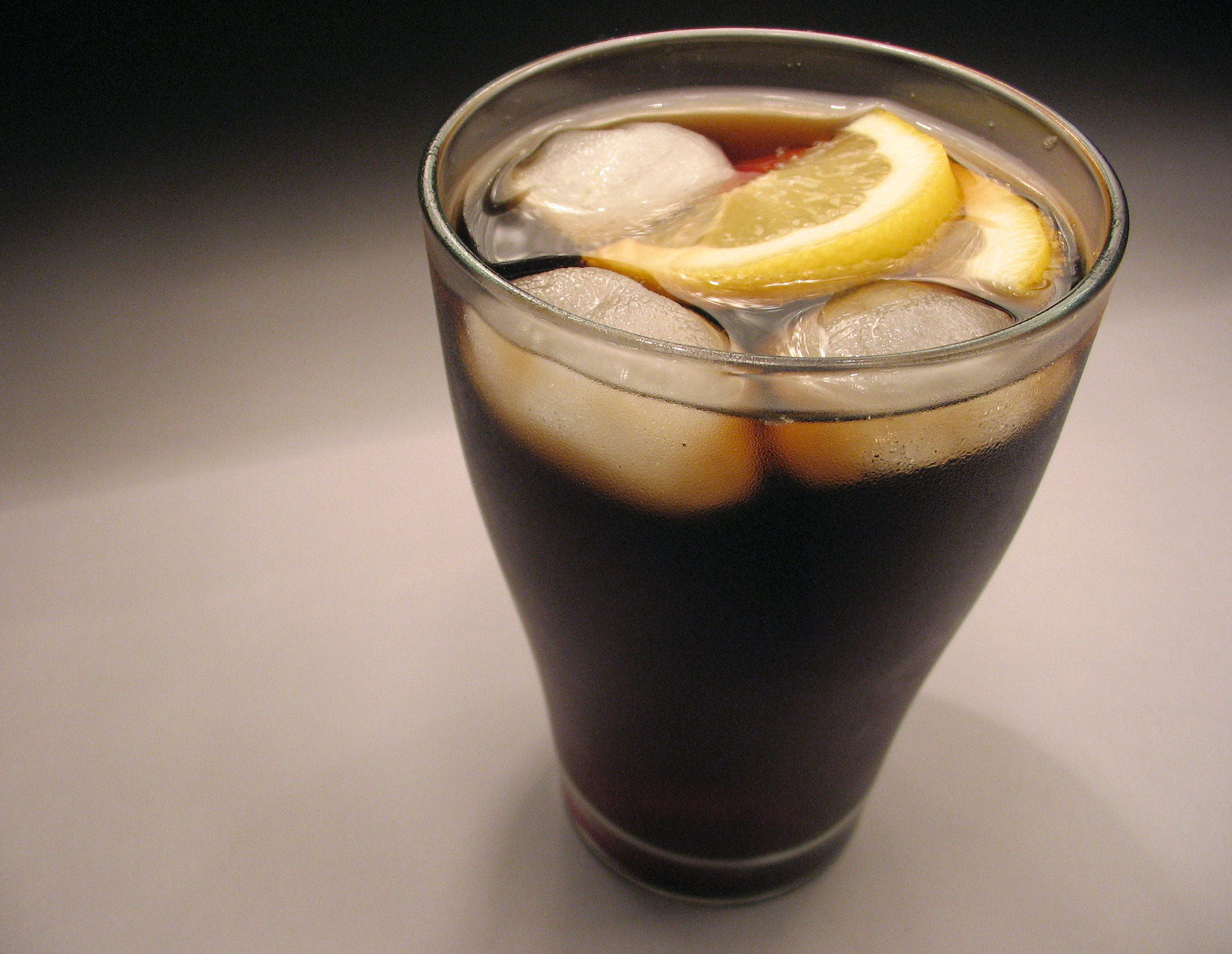
Copo de refrigerante de cola com fatia de limão
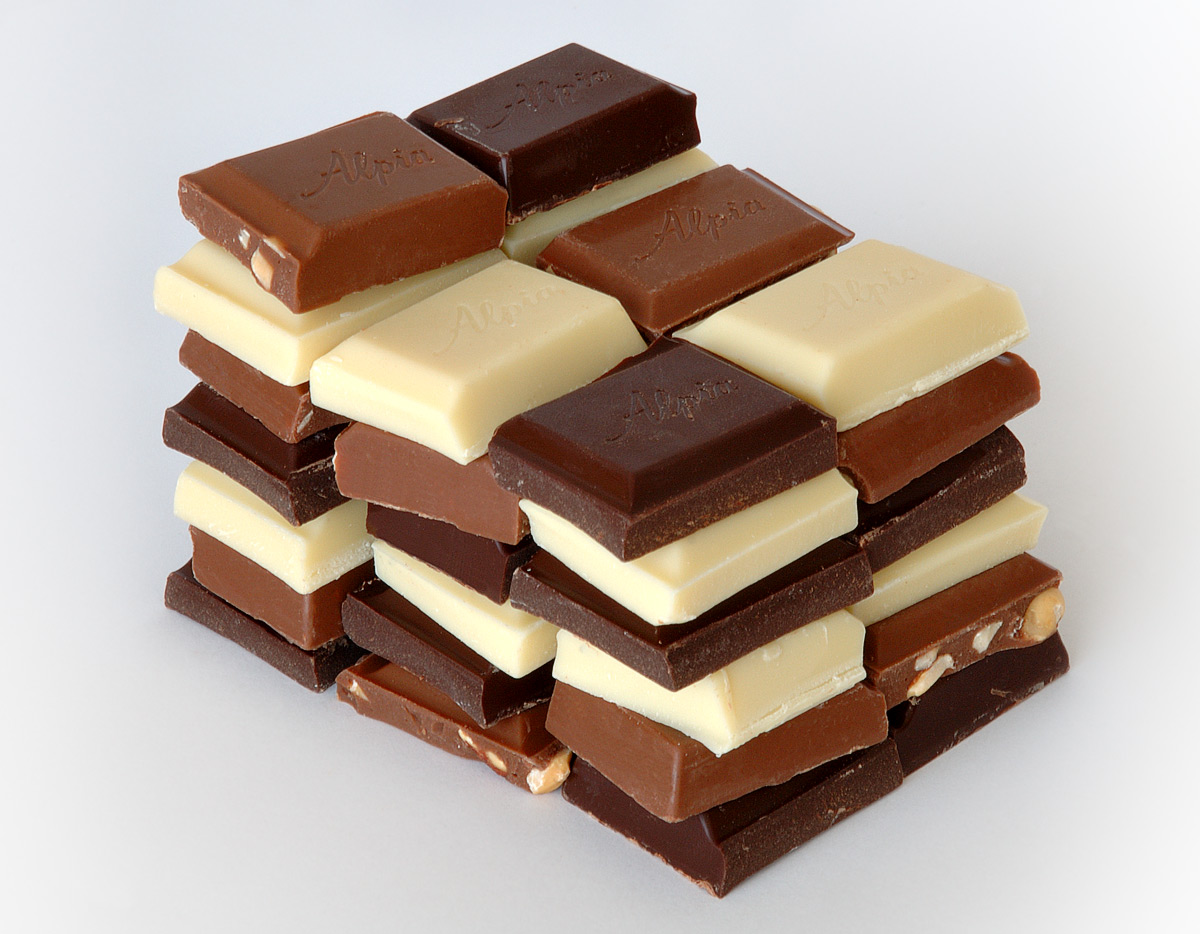
Três tipos de chocolate: chocolate branco (branco), chocolate ao leite (mais claro) e chocolate amargo (mais escuro)

### Modificação da dieta
Na prevenção da cárie, em relação de ingestão aos carboidratos, devemos observar os seguintes princípios:
1. Diminuir a frequência de ingestão de carboidratos, principalmente de sacarose.
2. Evitar componentes da dieta com propriedades adesivas contendo sacarose.
3. Evitar a ingestão de alimentos açucarados sólidos.
4. Usar açucares menos cariogênicos do que a sacarose.

## Métodos de estudo
Quatro são os processos gerais para estudo do problema da cárie dental:
1. Métodos clínicos: mais difíceis e demorados, baseiam-se na observação de pacientes humanos submetidos à ação dos meios curativos e profiláticos.
2. Métodos laboratoriais: mais cômodos, mais práticos, limitam-se a verificações levadas a efeito sobre o líquido salivar.
3. Métodos in vitro: utilizam bocas artificiais, nas quais se procuram reproduzir, o mais fielmente possível, as condições fisiológicas do meio bucal, especialmente no que se refere ao pH, temperatura, composição química da saliva e dentes, propiciando um perfeito desenvolvimento e crescimento dos micro-organismos envolvidos no processo da cárie.
4. Métodos em animais, utilizando ratos, hamsters, Sigmodon e também macacos: são os que se adotam mais largamente.

## Fatores relacionados

### Saliva
Considerando o papel crítico da saliva na proteção da dentição em relação à cárie dental, é provável que parte significativa do observado aumento da suscetibilidade à cárie em indivíduos desnutridos seja decorrentes das alterações na velocidade de secreção salivar e nos componentes salivares.

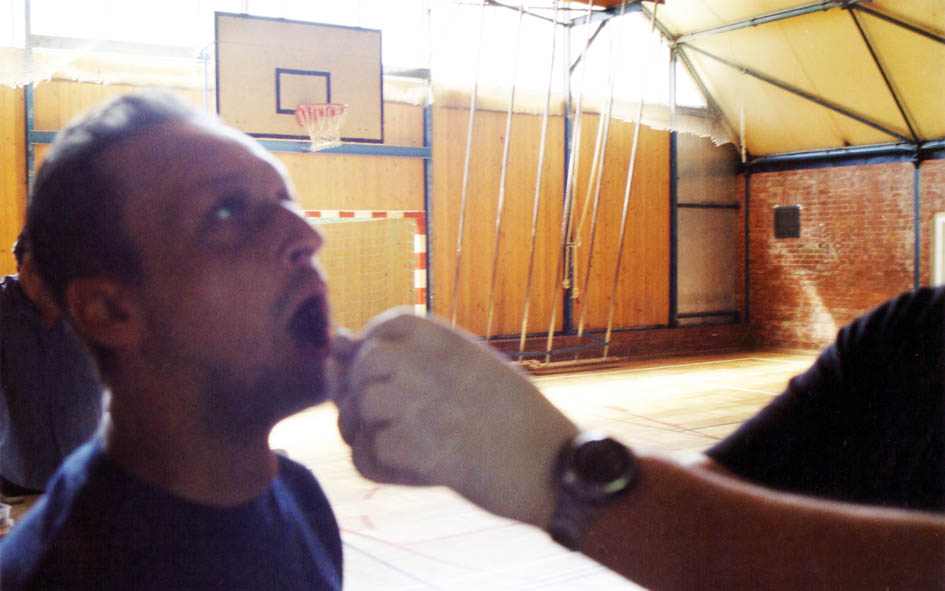
Coleta de saliva para teste.

Menaker e Navia, em 1973, demostraram que deficiências proteicas durante o período pré-eruptivo causam diminuição nas condições de desenvolvimento das glândulas, o que determina diminuição do tamanho da glândula salivar e da concentração e quantidade de produtos por ela secretados.
A desnutrição pode diminuir a resistência do hospedeiro a doenças infecciosas devido à modificação da imunidade celular, humoral  e inespecífica. A imunidade celular não interfere no  processo da doença cárie exceto quando interage com outros sistemas primários. Entretanto, a imunidade humoral, em especial a secreção de imunoglobulinas salivares, e a imunidade inespecífica, como a secreção de lactoperoxidase, lisozima, e lactoferrina, podem estar intimamente envolvidas com o processo de cárie. A desnutrição, e a provável deficiência proteica, tem sido relacionada com a diminuição de eficácia da cada um destes sistemas.
A quantidade e qualidade da secreção salivar também corresponde a deficiências nutricionais no período pós-eruptivo (variações na dieta). Curtos períodos de extrema restrição alimentar em adultos causam diminuição na secreção e composição salivar. Os estudos que avaliam o efeito da desnutrição na secreção salivar e sua relação com a suscetibilidade à cárie não são conclusivos.
A influência da nutrição sobre a cárie dental é limitada visto esta doença ser, principalmente, um fenômeno local, que ocorre de forma íntima na interface entre o dente e a placa.

### Nível socioeconômico
Estudos epidemiológicos em vários países como a Venezuela, Colômbia e Brasil da década de 1950 à década de 1970 mostraram nenhuma ou reduzidas diferenças na experiência de cárie de indivíduos de diferentes classes sociais. Entretanto, era observada uma clara distinção na composição dos índices de ataque de cárie (índice CPO) em relação ao percentual de tratamento dos economicamente privilegiados.
Na Venezuela, a população com sete anos e mais apresentava (1967-1972) um CPO-D médio de 10,23 no extrato de baixa renda (só 5% dos dentes restaurados), 10,26 entre os de média renda (10% das dentes restaurados) e de 11,79 nos de alta renda (40% de restaurados). Resultados semelhantes foram observados na Colômbia, onde o percentual de pessoas atacadas pela cárie na população de cinco anos e mais permanecia praticamente inalterado considerando 5 faixas distintas: 96% no extrato mais baixo e 97% no mais alto.
O avanço das pesquisas em relação à cárie dental nas últimas décadas, permitiu melhor compressão acerca do processo de desenvolvimento e progressão da doença, bem como a possibilidade de controle da sua evolução nos estágios mais precoces de instalação do processo carioso.